# Enoggera
Enoggera is een geslacht van vliesvleugeligen uit de familie Pteromalidae. De wetenschappelijke naam van dit geslacht is voor het eerst geldig gepubliceerd in 1926 door Girault.

## Soorten
Het geslacht Enoggera omvat de volgende soorten:
- Enoggera nassaui (Girault, 1926)
- Enoggera polita Girault, 1926
- Enoggera reticulata Naumann, 1991
- Enoggera sulcata Naumann, 1991
- Enoggera tanythrix Naumann, 1991